# تصفيات كأس العالم 1990
تصفيات بطولة كأس العالم 1990 كانت عدة سلاسل من البطولات تنظمها ستة اتحادات قارية تابعة للفيفا. كل اتحاد — الاتحاد الآسيوي لكرة القدم (إي إف سي) و‌الاتحاد الأفريقي لكرة القدم (كاف) و‌كونكاكاف (أمريكا الشمالية) و‌كونميبول (أمريكا الجنوبية) و‌اتحاد أوقيانوسيا لكرة القدم (أو إف سي) و‌الاتحاد الأوروبي لكرة القدم (يويفا) — يتنافسون على 24 مقعد في البطولة. دخل 116 منتخب التصفيات باستثناء إيطاليا (المنظم) و‌الأرجنتين (حامل اللقب) وصعدوا في البطولة مباشرةً بدون تصفيات.
لُعبت أول مباراة في التصفيات في 17 أبريل 1988 وآخر مباراة في 19 نوفمبر 1989. سُجل 735 هدفًا في 314 مباراة (بمعدل 2.34 لكل مباراة).

## المنافسون
بحلول يوم 30 سبتمبر 1987، شارك 116 منتخبًا في تصفيات كأس العالم 1990. هذا العدد أقل من عدد المنتخبات التي شاركت في تصفيات البطولة السابقة بمقدار خمسة منتخبات، والتي كان قد شارك فيها 121 منتخبًا (رقم قياسي).
رفضت الفيفا مشاركة ثلاثة منتخبات هم: بليز و‌موريشيوس و‌موزمبيق بسبب ديونها المالية المستحقة، مما جعل عدد المنتخبات المشاركة يهبط إلى 113 منتخبًا. بسبب صعود المنتخب المضيف والمنتخب حامل اللقب تلقائيًا إلى النهائيات، أصبح عدد المنتخبات المشاركة في تصفيات كأس العالم 1990 هو 111 منتخبًا. ظهرت منتخبات الغابون و‌باكستان و‌عمان أول مرة في تاريخها في تصفيات كأس العالم.
انسحبت سبعة منتخبات أثناء عملية التأهل بدون لعب أي مباراة وهي: البحرين و‌المالديف و‌الهند و‌توغو و‌جنوب اليمن و‌رواندا و‌ليسوتو. خرجت المكسيك من بطولة الكونكاكاف قبل لعب أي مباراة لإيفاد لاعبين فوق السن المسموح في الألعاب الأولمبية 1988. انسحبت ليبيا أثناء دور المجموعات للتصفيات في أفريقيا، ولكنها قد لعبت كل مباريات الدور الأول. وبالتالي، أصبح عدد المنتخبات التي لعبت على الأقل مباراة واحدة في أثناء تصفيات كأس العالم 1990 103 منتخبًا (بإضافة المضيف وحامل اللقب يصبح العدد 105).

## المناطق القارية
لرؤية تواريخ الأدوار التأهيلية ونتائجها لكل منطقة قارية، اضغط على المقالات التالية:
- أوروبا

المجموعة 1 - تأهلت رومانيا
المجموعة 2 - تأهلت السويد وإنجلترا
المجموعة 3 - تأهل الاتحاد السوفيتي والنمسا
المجموعة 4 - تأهلت هولندا وألمانيا الغربية
المجموعة 5 - تأهلت يوغوسلافيا وإسكتلندا
المجموعة 6 - تأهلت إسبانيا وجمهورية أيرلندا
المجموعة 7 - تأهلت بلجيكا وتشيكوسلوفاكيا
- أمريكا الجنوبية

المجموعة 1 - تأهلت الأوروغواي
المجموعة 2 - صعدت كولومبيا إلى دور المبارة الفاصلة بين الاتحادات
المجموعة 3 - تأهلت البرازيل
- أمريكا الشمالية والكاريبي

تأهلت كوستاريكا والولايات المتحدة
- أفريقيا

تأهلت مصر والكاميرون
- آسيا

تأهلت كوريا الجنوبية والإمارات
- أوقيانوسيا

صعدت إسرائيل إلى دور المبارة الفاصلة بين الاتحادات

## المباراة الفاصلة بين الاتحادات القارية: كونميبول ضد أو إف سي
المنتخب الفائز في بطولة تصفيات أوقيانوسيا لعب ضد بطل مجموعة الكونميبول بأسوأ رقم قياسي في مباراة ذهاب وإياب. الفائز بهذه المباراة الفاصلة تأهل لكأس العالم 1990.
| الفريق الأول | إجم. | الفريق الثاني | مباراة الذهاب | مباراة الإياب |
| ------------ | ---- | ------------- | ------------- | ------------- |
| كولومبيا     | 1–0  | إسرائيل       | 1–0           | 0–0           |

## المنتخبات المتأهلة

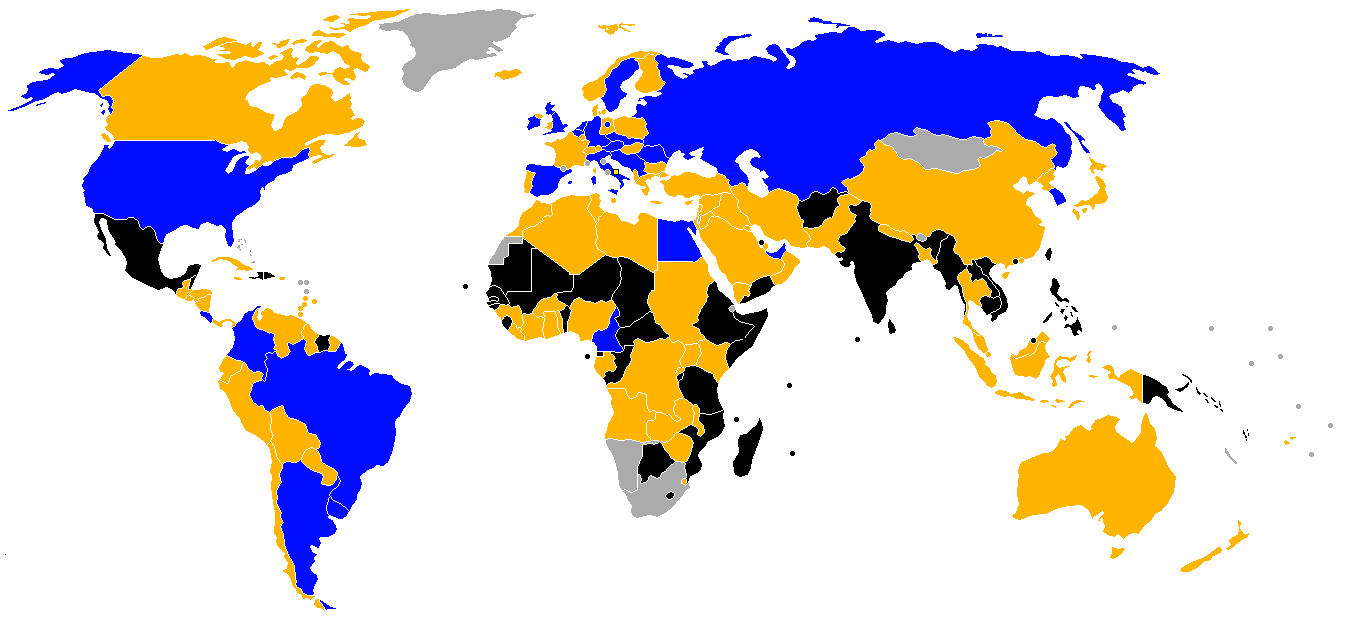
حالة التصفيات النهائية
بلد تأهل إلى كأس العالم
بلد فشل في التأهل
بلد لم يدخل كأس العالم
بلد ليس عضوًا في الفيفا

تأهل 24 منتخبًا لبطولة كأس العالم 1990 وهم:
| المنتخب                  | صفة التأهل                                 | الظهور في النهائيات | سلسلة الظهور      | أفضل نتيجة سابقة                                   |
| ------------------------ | ------------------------------------------ | ------------------- | ----------------- | -------------------------------------------------- |
| إسبانيا                  | بطل المجموعة 6 في أوروبا                   | 8                   | 4                 | المركز الرابع (1950)                               |
| إسكتلندا                 | وصيف المجموعة 5 في أوروبا                  | 7                   | 5                 | دور المجموعات (1954، 1958، 1974، 1978، 1982، 1986) |
| الاتحاد السوفيتي         | بطل المجموعة 3 في أوروبا                   | 7                   | 3                 | المركز الرابع (1966)                               |
| الأرجنتين                | البطل                                      | 10                  | 5                 | البطل (1978، 1986)                                 |
| الإمارات العربية المتحدة | وصيف الدور النهائي في آسيا                 | 1                   | 1                 | –                                                  |
| الأوروغواي               | بطل مجموعة كونميبول                        | 9                   | 2                 | البطل (1930، 1950)                                 |
| البرازيل                 | بطل مجموعة كونميبول                        | 14                  | 14                | البطل (1958، 1962، 1970)                           |
| السويد                   | بطل المجموعة 2 في أوروبا                   | 8                   | 1 (الأخيرة: 1978) | الوصيف (1958)                                      |
| الكاميرون                | بطل الدور النهائي في أفريقيا               | 2                   | 1 (الأخيرة: 1982) | دور المجموعات (1982)                               |
| ألمانيا الغربية          | وصيف المجموعة 4 في أوروبا                  | 12                  | 10                | البطل (1954، 1974)                                 |
| النمسا                   | وصيف المجموعة 3 في أوروبا                  | 6                   | 1 (الأخيرة: 1982) | المركز الثالث (1954)                               |
| الولايات المتحدة         | وصيف بطولة كونكاكاف                        | 4                   | 1 (الأخيرة: 1950) | المركز الثالث (1930)                               |
| إنجلترا                  | وصيف المجموعة 2 في أوروبا                  | 9                   | 3                 | البطل (1966)                                       |
| إيطاليا                  | المستضيف                                   | 12                  | 8                 | البطل (1934، 1938، 1982)                           |
| بلجيكا                   | بطل المجموعة 7 في أوروبا                   | 8                   | 3                 | المركز الرابع (1986)                               |
| تشيكوسلوفاكيا            | وصيف المجموعة 7 في أوروبا                  | 8                   | 1 (الأخيرة: 1982) | الوصيف (1934، 1962)                                |
| جمهورية أيرلندا          | وصيف المجموعة 6 في أوروبا                  | 1                   | 1                 | –                                                  |
| رومانيا                  | بطل المجموعة 1 في أوروبا                   | 5                   | 1 (الأخيرة: 1970) | دور المجموعات (1930، 1934، 1938، 1970)             |
| كوريا الجنوبية           | بطل الدور النهائي في آسيا                  | 3                   | 2                 | دور المجموعات (1954، 1986)                         |
| كوستاريكا                | بطل بطولة كونكاكاف                         | 1                   | 1                 | –                                                  |
| كولومبيا                 | فائز المبارة الفاصلة بين الاتحادات القارية | 2                   | 1 (الأخيرة: 1962) | دور المجموعات (1962)                               |
| مصر                      | بطل الدور النهائي في أفريقيا               | 2                   | 1 (الأخيرة: 1934) | الدور الأول (1934)                                 |
| هولندا                   | بطل المجموعة 4 في أوروبا                   | 5                   | 1 (الأخيرة: 1978) | الوصيف (1974، 1978)                                |
| يوغوسلافيا               | المجموعة 5 في أوروبا                       | 8                   | 1 (الأخيرة: 1982) | المركز الرابع (1930، 1962)                         |

8 من أصل 24 منتخب فشل في التأهل لنهائيات 1994: النمسا وكوستاريكا وتشيكوسلوفاكيا ومصر وإنجلترا واستكلندا والإمارات والأوروغواي. يوغوسلافيا قد مُنعت من دخول نهائيات 1994 بسبب عقوبات فرضتها عليهم الأمم المتحدة بسبب حرب البوسنة والهرسك، مما يجعل عدد المنتخبات الكلي التي فشلت في التأهل إلى البطولة التالية 9 منتخبات.

## وصلات خارجية
- تصفيات كأس العالم 1990 في موقع فيفا